# Tini van Doornik

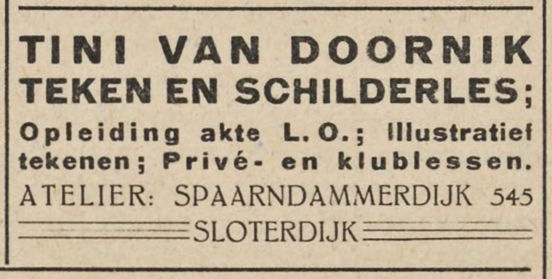
Advertentie voor teken- en schilderles van Tini van Doornik (1932)

Catharina Maria (Tini) van Doornik (Watergraafsmeer, 25 juli 1906 – Amsterdam, 11 juni 1980) was een Nederlands schilder en tekenaar.

## Leven en werk
Tini van Doornik was een dochter van wijnhandelaar en schilder Heertje van Doornik en onderwijzeres Grietje Schollee. Ze werd opgeleid in Amsterdam aan de Dagteeken- en Kunstambachtsschool voor Meisjes (1920-1924) en behaalde haar onderwijsakte N XI aan de Rijksnormaalschool voor Teekenonderwijzers (1924-1925). Ze vervolgde haar studie onder Rik Roland Holst aan de Rijksakademie van beeldende kunsten (1925-1929). Ze bezocht geregeld Artis om daar dieren te tekenen. De firma N.V. Wed. G. Oud Pz & Co., wijnhandelaars in Purmerend, gebruikte vier van haar hondenkoppen voor een kwartaalkalender (1929) en aquarellen van haar in Artis getekende vogels voor de 'Vogelkalender 1940'. Naast dieren schilderde en tekende ze onder meer boerenbedrijven, landschappen, mensen en stillevens in tempera, pastel en aquarel.
Op de Amsterdamse academie raakte ze bevriend met de beeldhouwster Anna op 't Landt (1883-1945). Ze deelden een atelier aan de Spaarndammerdijk in Sloterdijk en in Callantsoog, waar Op 't Landt een huisje had. Van Doornik gaf teken- en schilderlessen in Sloterdijk en verzorgde vanaf 1935 jaarlijkse exposities van het werk van haar leerlingen. Naar aanleiding van de tentoonstelling in 1937 schreef de recensent van de Schager Courant: "Dat Tini van Doornik beschikt over een groote technische vaardigheid en een levendige visie kon reeds eerder worden geconstateerd; thans blijkt dit weer ten volle uit twee rake portretten van werkloozen, forsch geteekend en breed van opvatting. Haar stillevens vallen op door fijne kleuren combinaties en gave stofuitdrukking. Bekoorlijk zijn ook haar gezichten op Callantsoog. Een waar juweeltje is de kleinste der twee houtsneden van de Schager veemarkt."
Ze was lid van de Kunstenaarsvereniging Sint Lucas (1930-1954) en van Arti et Amicitiae (vanaf 1954), waarmee ze ook exposeerde. Tijdens de zomer van 1934 toonden Van Doornik en Op 't Landt eigen werk in een tentoonstellingsgebouw dat ze hadden laten oprichten in Callantsoog. Begin 1938 exposeerde het tweetal in de aula van het Teylers Museum, een jaar later exposeerden de dames met de schilder Cees van IJsseldijk in de Haagse kunstzaal Bennewitz. In de winter van 1939-1940 nam ze met vier werken deel aan de tentoonstelling 'Onze kunst van heden' in het Rijksmuseum Amsterdam. In mei 1944 exposeerde Van Doornik in een groepsexpositie in Schagen met onder anderen de schilder Pieter Purmer. Van Doornik en Purmer waren een aantal jaren (1948-1951) getrouwd en kregen samen een dochter. 
Tini van Doornik had in 1979 nog een solo-expositie met tekeningen en reisschetsen in Stadsschouwburg Concordia in Breda. Ze overleed een jaar later, op 73-jarige leeftijd.
- Biografisch Portaal: 28435463
- RKD-Nederlands Instituut voor Kunstgeschiedenis: 23861